# راي فلويت
راي فلويت (بالهولندية: Rai Vloet) (8 مايو 1995 بسخايندل في هولندا - ) هو لاعب كرة قدم هولندي في مركز الوسط. شارك مع منتخب هولندا تحت 17 سنة لكرة القدم ومنتخب هولندا تحت 19 سنة لكرة القدم ومنتخب هولندا تحت 21 سنة لكرة القدم. أما مع النوادي، فقد لعب مع نادي آيندهوفن ونادي كامبور وJong PSV ‏.

## وصلات خارجية
- راي فلويت على موقع قاعدة بيانات كرة القدم.إي يو (الإنجليزية)
- راي فلويت على موقع Soccerway.com (الإنجليزية)
- راي فلويت على موقع عالم كرة القدم.نت (الإنجليزية)
- راي فلويت على موقع AS.com (الإسبانية)